# Cantone di Daoulas
Il Cantone di Daoulas era una divisione amministrativa dell'arrondissement di Brest.
A seguito della riforma approvata con decreto del 13 febbraio 2014, che ha avuto attuazione dopo le elezioni dipartimentali del 2015, è stato soppresso.

## Composizione
Comprendeva i comuni di:
- Daoulas
- Hanvec
- Hôpital-Camfrout
- Irvillac
- Logonna-Daoulas
- Loperhet
- Plougastel-Daoulas
- Saint-Eloy
- Saint-Urbain